# Филаделфия (Италия)
 Тази статия е за градчето в Южна Италия.  За американския град вижте Филаделфия.  
Филадѐлфия (на италиански: Filadelfia) е градче и община в Южна Италия, провинция Вибо Валентия, регион Калабрия. Разположено е на 570 m надморска височина. Населението на общината е 5531 души (към 2012 г.).